# نايف البحر
نايف البحر، ممثل سعودي اشتهر بعد مشاركته في مسلسل ثانوية النسيم بدور مشعل.

## عن حياته
ولد في مدينة الرياض والتحق بجامعة الملك سعود، ودرس المسرح والدراما، لينطلق في مسيرته الفنية عام 2018، حيث شارك في مسرحية «العرس» التي عرضت في مهرجان الرياض للمسرح الشبابي وشارك الممثل الشاب في تصوير الإعلانات التلفزيونية، والأعمال المسرحية، إلا أن شهرته بدأت تتزايد عام 2022، بعد مشاركته في مسلسل «المنصة» الذي عُرض على منصة شاهد وفي العام 2023، شارك البحر في مسلسل «ثانوية النسيم» الذي بدأ عرضه يناير الماضي، محققًا أصداءً كبيرة، وجسد نايف في المسلسل شخصية «مشعل»، وهو شاب قوي الشخصية، وقائد شلة المشاغبين في الثانوية.

## من أعماله

### المسلسلات
- ثانوية النسيم. (2024)
- طراد. (2025)
- شارع الأعشى. (2025)

### المسرحيات
- العرس. (2018)

## انظر ايضا
- خالد صقر